# Morozówka (rejon solecznicki)
Morozówka (lit. Pamaraziai) − wieś na Litwie, w gminie rejonowej Soleczniki, 6 km na północ od Jaszunów, zamieszkana przez 33 ludzi. Przed II wojną światową w Polsce, w powiecie wileńsko-trockim województwa wileńskiego.